# Patrizia Ciofi
 (octobre 2023).
Si vous disposez d'ouvrages ou d'articles de référence ou si vous connaissez des sites web de qualité traitant du thème abordé ici, merci de compléter l'article en donnant les références utiles à sa vérifiabilité et en les liant à la section « Notes et références ».
 (avril 2017).
Patrizia Ciofi, née à Casole d'Elsa, province de Sienne, le 7 juin 1967, est une soprano italienne.

## Biographie
Patrizia Ciofi fait ses études à l'Institut musical Mascagni de Livourne et complète sa formation par des master-classes auprès d'artistes prestigieux : Shirley Verrett ou Carlo Bergonzi. Elle est lauréate de concours de chant internationaux. Elle a une voix de soprano lyrique léger.
Elle débute au Teatro communale de Florence dans Giovanni Sebastiano de Gino Negri en 1989. Sa carrière se développe ensuite sur les scènes italiennes.
Elle se produit dans un répertoire très étendu, de Haendel (Tamerlano) à Bellini (La Somnambule, Les Puritains), en passant par Mozart (Don Giovanni, Les Noces de Figaro), Rossini (La Pie voleuse, Otello), Verdi (Rigoletto, Falstaff) ou encore Puccini (La Bohème).

## Carrière
En 1990, elle fait ses débuts dans le rôle de Donna Anna (Don Giovanni) à Modène.
En 1993, elle aborde à Livourne, pour la première fois, un de ses rôles fétiches : Violetta de La Traviata.
En 1994, elle débute au Festival de Martina Franca en Amina de La Somnambule.
En janvier 1996, elle débute au Teatro Massimo de Palerme en Ninetta (La gazza ladra) et chante ensuite le rôle-titre dans Cendrillon au Teatro Regio (Turin).
Elle chante sa première Lucia di Lammermoor à Savone en octobre et fait ses débuts en France le mois suivant, en Susanna (Le nozze di Figaro) à l'Opéra de Nice.
À Modène, elle aborde, en avril 1997, Elvira d'I Puritani aux côtés de Marcelo Álvarez. En juin, elle débute au Teatro Carlo-Felice de Gênes dans La Traviata. En septembre, elle interprète son premier rôle haendelien : Asteria dans Tamerlano à Turin. En octobre, elle chante pour la première fois à la Scala de Milan, sous la direction de Riccardo Muti, dans La Traviata.
Durant l'été 1998, elle interprète au Festival de Martina Franca les rôles de Rosalina et Carmela dans Il Re et Mese Mariano, deux opéras rares d'Umberto Giordano. En octobre, elle est Adina (L'elisir d'amore) à la Scala de Milan.
En juin 1999, elle chante La Traviata au Teatro Regio (Turin). Durant l'été, elle revient au Festival de Martina Franca pour interpréter Aricia dans le rarissime Ippolito ed Aricia de Tommaso Traetta. En septembre et octobre, elle chante Amina (La Somnambule) à Livourne, Pise et Lecce. En décembre, elle fait ses débuts à l'Opéra national de Paris dans le rôle de Nanetta (Falstaff).
En janvier 2000, elle débute au Teatro Real de Madrid, en Musetta (La Bohème) ;  en février, elle chante Lucia di Lammermoor au Teatro Regio (Turin). Elle est Aspasia (Mitridate, re di Ponto de Mozart) pour ses débuts Théâtre du Châtelet en avril de la même année, sous la direction de Christophe Rousset. En mai, elle est de retour au Teatro Regio (Turin) pour y chanter Gilda (Rigoletto). De retour à Martina Franca, à l'été 2000, elle est Desdemona (Otello) puis Isabelle (Robert le Diable). En décembre, elle interprète Emira dans le rare Siroe, Re di Persia de Haendel à Venise.
En janvier 2001, elle chante pour la première fois au Bayerische Staatsoper le rôle de Gilda (Rigoletto). En février, elle est Aricia dans Ippolito ed Aricia à l'Opéra Comédie de Montpellier sous la direction de Christophe Rousset. En mars, elle est Amina (La Somnambule) au Teatro San Carlo de Naples et chante le mois suivant Adina (L'elisir d'amore à la Scala de Milan. En juin de la même année, elle débute à l'Opéra d'Avignon dans La Traviata. Le Teatro Regio (Parme) l'accueille en juillet en Gilda (Rigoletto). Le Rossini Opera Festival de Pesaro l'accueille pour la première fois, en Cerere dans la cantate Le Nozze di Teti e Peleo, puis pour un récital de mélodies. Elle est ensuite Susanna (Le Nozze di Figaro) pour ses débuts au Théâtre des Champs-Élysées, sous la direction de René Jacobs. En décembre, elle participe à une production de la rare Olimpiade de Domenico Cimarosa, au Teatro Malibran de Venise, sous la direction d'Andrea Marcon.
En janvier 2002, à l'Opéra de Lyon (puis en juin de la même année au Théâtre du Châtelet), elle remplace Natalie Dessay dans Lucie de Lammermoor, aux côtés de Roberto Alagna puis Marcelo Álvarez. L'Opéra national de Paris l'accueille en février pour ses débuts en Sophie (Der Rosenkavalier). Elle débute ensuite à Bilbao en Susanna (Le Nozze di Figaro) puis aborde Blondchen (Die Entführung aus dem Serail) au Maggio Musicale Fiorentino sous la direction de Zubin Mehta. Le Rossini Opera Festival de Pesaro la retrouve au mois d'août pour ses débuts en Fiorilla (Il Turco in Italia). En septembre, elle fait ses débuts au Royal Opera House de Londres, en Gilda (Rigoletto), puis à l'Opernhaus (Zurich) dans La Traviata en novembre. Le Teatro Carlo-Felice de Gênes l'invite en décembre pour Rigoletto.
La chanteuse commence l'année 2003 à l'Opéra national de Paris dans le rôle de Nanetta (Falstaff). C'est en La Traviata qu'elle fait ses débuts scéniques américains, en mars, à l'Opéra lyrique de Chicago avec l'Alfredo de Jonas Kaufmann. En avril, elle aborde Fiordiligi (Cosi fan tutte) au Teatro Regio (Turin) et revient au Théâtre des Champs-Élysées en Susanna (Le Nozze di Figaro). En octobre et en novembre, elle est tour à tour Gilda (Rigoletto) puis Susanna (Le Nozze di Figaro) au Teatro comunale (Florence). En décembre 2003, elle aborde le rôle de Teresa dans Benvenuto Cellini à Paris. Le même mois, elle participe au gala de réouverture de La Fenice sous la direction de Riccardo Muti.
En février 2004, l'Opéra d'Avignon l'accueille pour La Somnambule avec Joseph Calleja. Elle aborde ensuite deux nouveaux rôles à l'Opéra national de Paris : en mars Lauretta (Gianni Schicchi) dans une production signée Laurent Pelly et, en mai, Morgana (Alcina) dans une mise en scène de Robert Carsen. Durant l'été 2004, elle revient au Rossini Opera Festival pour sa première Amenaide (Tancredi). En novembre, elle participe à la première représentation d'opéra à La Fenice restaurée, en interprétant Violetta dans une nouvelle production de La Traviata, dans la version de la création de 1853, mise en scène par Robert Carsen et dirigée par Lorin Maazel. En décembre de la même année, elle débute à l'Opéra municipal de Marseille, en interprétant pour la première fois les 4 rôles féminins dans Les Contes d'Hoffmann.
Elle commence l'année 2005 en Amina (La Somnambule au Teatro comunale (Bologne). En février, au Teatro Carlo-Felice de Gênes, elle aborde sa première Marie dans La Fille du régiment aux côtés de Juan Diego Florez. En avril 2005, a lieu sa prise de rôle dans Pia de' Tolomei à La Fenice. En mai, elle débute au Japon, à Tokyo puis Nagoya, dans La Traviata. Le Festival de Martina Franca la retrouve en août pour sa première Giulietta (I Capuleti ed i Montecchi) (version 1830 de la Scala). En octobre, elle est au Théâtre des Champs-Élysées en Susanna (Le Nozze di Figaro). En novembre, elle est la Comtesse de Folleville d'Il viaggio a Reims pour ses débuts à l'Opéra de Monte-Carlo, accompagnée d'une distribution brillante : June Anderson, Ruggero Raimondi, Rockwell Blake, Inva Mula.
En janvier 2006, elle chante l'Ensoleillad dans le rare Chérubin (Massenet) à Cagliari. Elle est ensuite de retour en février au Teatro Real en Adina (L'elisir d'amore) aux côtés de Ruggero Raimondi et Antonino Siragusa. La Scala de Milan l'accueille en mars pour une série de Lucia di Lammermoor, rôle qu'elle interprète également pour ses débuts aux Chorégies d'Orange en juillet, avec l'Edgardo de Rolando Villazon, puis au Grand théâtre du Liceu de Barcelone en novembre. En juin, elle est en couverture du magazine Opernglas (Zeitschrift) et chante Donna Anna dans une nouvelle production de Don Giovanni au Théâtre des Champs-Élysées, mise en scène par André Engel et dirigée par Evelino Pidò. En août, elle est de retour au Rossini Opera Festival pour sa première Adelaide di Borgogna. En octobre, elle interprète les rôles du Feu, du Rossignol et de la Princesse, dans une version de concert de L'Enfant et les Sortilèges, dirigée par Lorin Maazel, au Avery Fisher Hall, avec l'Orchestre philharmonique de New York.
En janvier 2007, elle est Palmide dans Il crociato in Egitto, opéra rare de Giacomo Meyerbeer, dans une nouvelle production de Pier Luigi Pizzi à La Fenice et chante en récital au Théâtre des Champs-Élysées avec Joseph Calleja. En février, elle fait son retour à l'Opéra d'Avignon en Leila dans Les Pêcheurs de perles avant de chanter Lucia di Lammermoor à l'Opéra municipal de Marseille. Elle fait ensuite ses débuts, en mai, en Norina (Don Pasquale) au Grand Théâtre (Genève) aux côtés de Simone Alaimo. Elle reprend ce rôle en septembre à La Corogne et débute en octobre à Moscou (Tchaikovsky Concert Hall) dans une version de concert de La Traviata. En novembre, elle aborde en version de concert le rôle-titre de La Straniera à Londres.
La chanteuse commence 2008 en interprétant Sophie (Der Rosenkavalier) au Teatro Carlo-Felice de Gênes. En mars, elle débute au Deutsche Oper Berlin en Gilda (Rigoletto) puis en avril au Wiener Staatsoper dans La Sonnambula. Le mois suivant, elle aborde pour ses débuts à l'Opéra royal de Wallonie le rôle-titre dans Maria Stuarda. En juin, elle remplace Anna Netrebko, enceinte, pour 3 représentations d'I Capuleti ed i Montecchi à l'Opéra national de Paris aux côtés de Joyce DiDonato. Elle débute au Festival Avenches Opéra en juillet dans La Traviata aux côtés de Renato Bruson. En septembre, la Royal Opera House l'accueille en Donna Anna (Don Giovanni), dirigée par Antonio Pappano.
En janvier 2009, elle chante sa première Cleopatra dans Giulio Cesare in Egitto à Bilbao avant d'aborder Manon à l'Opéra d'Avignon puis à l'Opéra de Reims. En avril, elle fait son retour à la Scala de Milan dans Il viaggio a Reims, cette fois-ci dans le rôle de Corinna. En juin, elle est Gilda (Rigoletto) au Teatro Real aux côtés de Leo Nucci. Le mois suivant, elle interprète La Traviata aux Chorégies d'Orange, dirigée par le chef coréen Myung-Whun Chung et aux côtés de Vittorio Grigolo. C'est avec ce même ténor qu'elle reprend cet opéra à La Fenice en septembre. En octobre, elle aborde Ilia (Idomeneo, re di Creta) à la Scala de Milan. Elle interprète ensuite Amenaide (Tancredi) au Teatro Regio (Turin) avant de retrouver La Traviata au Bayerische Staatsoper en décembre.
2010 commence avec une nouvelle production d'I Capuleti ed i Montecchi à l'Opéra royal de Wallonie. En mars, elle est Marie (La Fille du régiment) au Grand théâtre du Liceu aux côtés de Juan Diego Florez dans une mise en scène de Laurent Pelly. Elle est ensuite Gilda (Rigoletto) au Wiener Staatsoper en avril, rôle qu'elle reprendra dans ce théâtre en novembre. En mai, elle chante sa première Ophélie (Hamlet) à l'Opéra municipal de Marseille. Elle retrouve en septembre La Traviata à La Fenice puis chante La Fille du régiment à La Corogne et à Vigo. En décembre, elle est Adina (L'elisir d'amore) à Oviedo.
L'année 2011 débute avec La Traviata au Deutsche Oper Berlin avec Leo Nucci et Vittorio Grigolo en janvier, puis au Nouveau théâtre national de Tokyo en février. Elle retrouve Maria Stuarda au Megaron d'Athènes en mars dans une production de la Scala de Milan. En avril, elle débute à l'Opéra de San Diego en Sophie (Der Rosenkavalier) puis à l'Opéra d'État hongrois de Budapest en Gilda (Rigoletto) en mai. Paris l'entend en juin dans le Stabat Mater de Rossini, au Festival de Saint-Denis, sous la direction de Myung-Whun Chung. En juillet, elle chante La Fille du régiment en version de concert à Moscou (Tchaikovsky Concert Hall). Elle est ensuite de retour aux Chorégies d'Orange pour chanter Gilda, aux côtés du Rigoletto de Leo Nucci et du duc de Vittorio Grigolo. En octobre, elle aborde le rôle de Juliette (Roméo et Juliette) à l'Opéra municipal de Marseille et à Bilbao puis chante dans Les Pêcheurs de perles avec Joseph Calleja à Berlin.
En janvier 2012, elle est de retour au Deutsche Oper Berlin pour la création locale de Tancredi avant d'y chanter La Traviata.
En avril, la soprano interprète Marie (La Fille du régiment) dans la mise en scène de Laurent Pelly à la Royal Opera House avec Colin Lee, avant de reprendre Isabelle (Robert le Diable) en version de concert à Salerne en mai sous la direction de Daniel Oren. En juin, elle chante dans Les Pêcheurs de perles à Las Palmas aux côtés de Juan Diego Florez, puis à Naples en octobre avec Dmitry Korchak. Pendant l'été, elle participe à la tournée du Deutsche Oper Berlin au Festival Castell de Peralada où elle chante Donna Anna (Don Giovanni).
En novembre, elle est La Traviata à l'Opéra d'Avignon dans une production contestée de Nadine Duffaut. Ce même mois, elle est en couverture du mensuel Opéra Magazine. En décembre, elle remplace au pied levé Jennifer Rowley, qui remplaçait elle-même Diana Damrau dans le rôle d'Isabelle dans une nouvelle production de Robert le Diable de Laurent Pelly à la Royal Opera House.
En janvier 2013, elle reprend le rôle de Donna Anna (Don Giovanni) au Deutsche Oper Berlin avant de chanter dans deux productions de La Traviata, en février au Grand Théâtre (Genève) (mise en scène de David McVicar) et en mars au Teatro Regio (Turin) dans une mise en scène de Laurent Pelly. En mars, elle retrouve Leila (Les Pêcheurs de perles) dans une version de concert au Teatro Real avec Juan Diego Florez et Mariusz Kwiecień puis chante Gilda (Rigoletto) avec Leo Nucci à Salerne.
En juillet, prise de rôle inattendue en Oscar d'Un ballo in maschera à la Scala de Milan, avec Marcelo Alvarez et Sondra Radvanovsky. En juillet (puis de nouveau en octobre, en remplacement d'Aleksandra Kurzak enceinte), elle chante Gilda dans Rigoletto au Bayerische Staatsoper. Après un récital avec Leo Nucci aux Chorégies d'Orange en août, elle retrouve Lucia di Lammermoor à l'Opéra national de Paris à la rentrée, ses dernières représentations dans ce rôle datant de 2007. À ses côtés, Vittorio Grigolo et Ludovic Tézier, dans une mise en scène d'Andrei Serban. En octobre, elle reçoit avec Gregory Kunde le prix Premio Bellini d'Oro au Teatro Massimo Vincenzo Bellini de Catane. La soprano chante ensuite le rôle-titre de La Straniera à l'Opéra municipal de Marseille pour 4 représentations en version de concert, entourée de Ludovic Tézier et Karine Deshayes. En décembre, elle chante les 4 rôles féminins (Olympia, Antonia, Giulietta et Stella) dans Les Contes d'Hoffmann à l'Opéra de Lyon.
En 2014, Patrizia Ciofi entame une série de La Sonnambula en janvier et février au Grand théâtre du Liceu aux côtés de Juan Diego Florez. Elle retrouve le ténor péruvien en mars pour la reprise de La Fille du régiment au Royal Opera House avec  également Ewa Podleś et Kiri Te Kanawa. Elle chante ensuite fin mars La Straniera en version de concert à Moscou (Tchaikovsky Concert Hall) avant d'être Amenaide dans une nouvelle production de Tancredi au Théâtre des Champs-Élysées au côté de Marie-Nicole Lemieux en mai. En juin, elle fait sa prise de rôle en Mimi dans La Bohème en version de concert à la Salle Pleyel. Après avoir repris en juillet les 4 rôles féminins (Olympia, Antonia, Giulietta et Stella) dans Les Contes d'Hoffmann avec l'Opéra de Lyon en tournée à Tokyo, elle chante en récital aux côtés de Daniela Barcellona aux Chorégies d'Orange en août. La soprano retrouve ensuite en septembre La Traviata à La Fenice avant d'interpréter ce même rôle au Grand théâtre du Liceu en octobre (mise en scène de David McVicar). Elle fait également sa prise de rôle en Dinorah lors d'une représentation en version de concert à la Philharmonie de Berlin. Nouvelle prise de rôle en novembre-décembre avec Luisa Miller à l'Opéra royal de Wallonie aux côtés de Gregory Kunde.
En 2015, les 27, 29 janvier et 1er, 3 et 6 février, elle est Elettra dans Idomeneo, re di Creta à l'Opéra de Lille. Le 13 février, elle donne un concert avec Clémentine Margaine à l'Opéra municipal de Marseille. En mars, elle chante Donna Anna dans Don Giovanni à l'Opéra de Monte-Carlo ; en avril, La traviata au Teatro Real ; en mai, Ophélie dans Hamlet (opéra) à l'Opéra d'Avignon ; en juin, le Requiem (Verdi) au Festival de Saint-Denis ; les 1 & 4 juillet, La traviata à l'Opéra allemand de Berlin ; les 29 septembre, 2, 4, 7 octobre, Manon (opéra) à l'Opéra municipal de Marseille ; les 8 & 11 novembre, Zelmira à l'Opéra de Lyon ; le 2 décembre, Concert Rossini avec Marie-Nicole Lemieux à l'Opéra de Montpellier ; en Décembre, La traviata à l'Opéra national du Rhin.
En 2016, elle chante les 24 & 27 janvier, Maria Stuarda à l'Opéra d'Avignon ; en mai & juin : Giulietta dans I Capuleti e i Montecchi au Grand théâtre du Liceu ; en juin, Mimi dans La Bohème à l'Opéra royal de Wallonie ; le 30 juillet, récital Haendel au Festival de Menton ; en octobre, Ophélie dans Hamlet (opéra) à l'Opéra municipal de Marseille ; les 15 & 20 octobre, La traviata à l'Opéra allemand de Berlin ; les 13, 17, 20, 23, 26, 29 novembre, Marguerite dans Les Huguenots à l'Opéra allemand de Berlin.
En 2017, elle chante les 20 et 22 janvier, en concerts avec Leo Nucci à l'Opéra d'Avignon ; le 27 janvier, en concert à l'Opéra de Clermont-Ferrand ; le 30 janvier, en concert à l'Élephant Paname (Paris) ; le 25 février, dans un récital Haendel à Karlsruhe ; le 2 mars, dans le Stabat Mater (Rossini) au Théâtre des Champs-Élysées ; les 26, 29 mars, 2, 4 avril, Giulietta dans I Capuleti e i Montecchi à l'Opéra municipal de Marseille ; les 21 & 30 avril, dans La traviata à l'Opéra allemand de Berlin ; le 25 avril, dans un récital Haendel à la Philharmonie de Paris ; les 22, 24, 26, 28, 30 juin, 2, 4, 6, 8 juillet, Daria dans Viva la mamma de Gaetano Donizetti ; le 28 juillet, en concert avec Benjamin Bernheim à Crans-Montana ; le 28 août, Amenaide dans Tancredi à Brême ; les 19, 22, 25, 28, 31 octobre, dans Norma (opéra) (prise de rôle) à l'Opéra royal de Wallonie.
En 2018, en janvier, elle chante Magda dans La rondine à Catane ; les 21, 23, 25 mars, dans le Requiem (Verdi) à Montréal ; les 17, 19, 21, 25 juillet, Gilda dans Rigoletto au Teatro San Carlo ; les 1,3, 8, 11, 15, 17 juin, Donna Anna dans Don Giovanni au Grand Théâtre de Genève ; le 6 décembre, Maria Stuarda au Théâtre des Champs-Élysées ; en décembre, Viva la Mamma au Grand Théâtre de Genève.
En 2019, les 24, 26, 29, 31 mars, 3 avril 2019, elle est la Comtesse dans Les Noces de Figaro à l'Opéra municipal de Marseille ; le 19 avril, elle chante Norma (opéra) à Moscou ; les 15, 17, 19, 21, 24 mai 2019, Vitellia dans La clemenza di Tito à l'Opéra royal de Wallonie ; le 15 juillet, elle donne un récital à Gordes ; le 30 juillet, un récital à Montperreux ; les 15, 21, 26, 30 novembre, 6 décembre, avec le Heart Chamber à l'Opéra allemand de Berlin.
En 2020, les 2, 4, 6, 8 octobre, elle chante Giovanna d'Arco à l'Opéra-théâtre de Metz.
En 2021, en avril, elle chante La traviata à l'Opéra royal de Wallonie (captation vidéo) ; le 3 juillet, en hommage à Christiane Eda-Pierre à l'Opéra Bastille ; les 12, 14, 16 novembre, Queen Tye, dans Akhnaten à l'Opéra de Nice.
En 2022, les 4, 6, 8 mars, elle chante « Elle » dans La Voix humaine (Poulenc) à l'Opéra de Saint-Étienne ; le 12 avril, elle donne un récital avec Karine Deshayes à la Salle Gaveau.
En 2023, en mars, elle chante Rita de Gaetano Donizetti au Grand Théâtre de Tours, et le 1er avril, en récital à Paris ; les 5 & 7 mai, Cynthia, dans Three Lunar Seas à l'Opéra d'Avignon, les 2, 5, 7, 9, 11 juin, Madame Lidoine dans Dialogues des carmélites à l'Opéra national de Bordeaux ; les 10 & 12 novembre, Madame Lidoine dans Dialogues des carmélites à l'Opéra de Massy.
En 2024, les 24, 26, 28, 30 avril, 3 mai, elle est la Comtesse dans Les Noces de Figaro à l'Opéra municipal de Marseille.
En 2025, les 13, 15, 17, 19, 21 mai, elle est The Lawyer dans Bartleby de Benoît Mernier à l'Opéra royal de Wallonie ; le 25 octobre, Queen Tye dans Akhnaten à la Philharmonie de Paris ; le 28 novembre, elle donne un concert en hommage à Jodie Devos à l'Opéra royal de Wallonie.

## Discographie & Vidéographie
- La sonnambula de Vincenzo Bellini (1995) CD Nuova Era
- Medée de Luigi Cherubini (1996) CD Dynamic
- Lucie de Lammermoor de Gaetano Donizetti (1998) CD Dynamic
- Il Rè & Mese Mariano de Umberto Giordano (1999) CD Dynamic
- L'Americano de Niccolò Vito Piccinni (1999) CD Dynamic
- Ippolito ed Aricia de Tommaso Traetta (2000) CD Dynamic
- Otello, ossia il Moro di Venezia de Gioacchino Rossini (2001) CD Dynamic
- Robert le Diable de Giacomo Meyerbeer (2001) CD Dynamic
- Die Entführung aus dem Serail de Wolfgang Amadeus Mozart (2003) TDK DVD
- Lettere amorose (avec Anna Bonitatibus) duos d'opéra de Domenico Scarlatti (2003) CD Veritas
- Benvenuto Cellini de Hector Berlioz (2004) CD Virgin Classics
- Amor e gelosia (avec Joyce DiDonato) duos d'opéra de Georg Friedrich Haendel (2004) CD Veritas
- Motets (avec Fabio Biondi) motets d'Antonio Vivaldi (2004) CD Veritas
- Stabat Mater de Antonin Dvořák (2002) CD RealSound
- Lucie de Lammermoor de Gaetano Donizetti (2002) TDK DVD
- La Fedeltà premiata de Joseph Haydn (2002) CD Arabesque
- L'Orfeo de Claudio Monteverdi (2004) CD Virgin Classics
- Le nozze di Figaro de Wolfgang Amadeus Mozart (2004) CD Harmonia Mundi
- Bajazet de d'Antonio Vivaldi (2005) CD Virgin Classics
- Pia de' Tolomei de Gaetano Donizetti (2005) DVD & CD Dynamic
- La Traviata de Giuseppe Verdi (2005) TDK DVD
- Radamisto de Georg Friedrich Haendel (2005) CD Virgin Classics
- Le nozze di Figaro de Wolfgang Amadeus Mozart (2005) TDK DVD
- I Capuleti e i Montecchi de Vincenzo Bellini (2006) DVD & CD Dynamic
- La Fille du régiment de Gaetano Donizetti (2006) DVD Universal
- Chérubin de Jules Massenet (2006) DVD & CD Dynamic
- Il combattimento di Tancredi e Clorinda de Claudio Monteverdi (2006) CD Virgin Classics
- Il crociato in Egitto de Giacomo Meyerbeer (2008) DVD & CD Dynamic
- Don Pasquale de Gaetano Donizetti (2008) Bel Air Classiques DVD
- La Straniera de Vincenzo Bellini (2008) CD Opera Rara
- Bel Canto Spectacular (avec Juan Diego Flórez, Placido Domingo, Anna Netrebko...) (2008) CD Decca
- Lamenti (avec Natalie Dessay, Emmanuelle Haïm, Rolando Villazón...) (2008) CD Virgin Classics
- Ercole sul Terdomonte d'Antonio Vivaldi (2010) CD Virgin Classics

## Répertoire
- Vincenzo Bellini
  - I Capuleti e i Montecchi : Giulietta
  - Norma : Norma
  - La sonnambula : Amina
  - La straniera : Alaide
  - I puritani : Elvira
- Hector Berlioz
  - Benvenuto Cellini : Teresa
- Georges Bizet
  - Les Pêcheurs de perles : Leila
  - Carmen : Micaëla
- Luigi Cherubini
  - Médée : Glauce
- Domenico Cimarosa
  - L'Olimpiade : Aristea
  - Il matrimonio segreto : Elisabetta
- Gaetano Donizetti
  - Don Pasquale : Norina
  - L'elisir d'amore : Adina
  - La Fille du régiment : Marie
  - Lucia di Lammermoor : Lucia ou Lucie dans la version française
  - Maria Stuarda : Maria
  - Pia de' Tolomei : Pia
  - Viva la mamma : Daria
- Umberto Giordano
  - Mese mariano : Carmela
  - Il re : Rosalina
- Georg Friedrich Haendel
  - Tamerlano : Asteria
  - Arminio : Tusnelda
  - Alcina : Morgana
  - Radamisto : Polinessa
  - Giulio Cesare in Egitto : Cleopatra
- Jules Massenet
  - Cendrillon : Cendrillon
  - Chérubin : L'Ensoleillad
  - Manon : Manon
- Giacomo Meyerbeer
  - Il crociato in Egitto : Palmide
  - Robert le Diable : Isabelle
  - Les Huguenots : Marguerite
  - Dinorah : Dinorah
- Claudio Monteverdi
  - L'incoronazione di Poppea : Poppea
- Wolfgang Amadeus Mozart
  - Così fan tutte : Fiordiligi
  - Les Noces de Figaro : Susanna, Comtessa
  - ''Die Entführung aus dem Serail : Blondchen
  - Mitridate, re di Ponto : Aspasia
  - Idomeneo, re di Creta : Ilia, Elettra
- Jacques Offenbach
  - Les Contes d'Hoffmann : Olympia, Antonia, Giulietta, Stella
- Giacomo Puccini
  - Gianni Schicchi : Lauretta
  - La Bohème : Musetta, Mimi
- Gioachino Rossini
  - Adelaide di Borgogna : Adelaide
  - Otello : Desdemona
  - Tancredi : Amenaide
  - Le Turc en Italie : Fiorilla
  - La pietra del paragone : Fulvia
  - La Pie voleuse : Ninetta
  - Le nozze di Teti et Peleo : Cerere
  - Il viaggio a Reims : Corinna et la Comtesse de Folleville
- Richard Strauss
  - Der Rosenkavalier : Sophie
- Ambroise Thomas
  - Hamlet : Ophélie
- Tommaso Traetta
  - Ippolito ed Aricia : Aricia
- Giuseppe Verdi
  - Falstaff : Nannetta
  - Rigoletto : Gilda
  - La traviata : Violetta
  - Giovanna d'Arco : Giovanna
- Antonio Vivaldi
  - Siroe, re di Persia : Emira
  - Bajazet : Idaspe